# Drogon de Metz
Pour les articles homonymes, voir Drogon.

Drogon, également connu sous le nom de Dreux ou Drogo (17 juin 801 - 8 décembre 855), fils illégitime de Charlemagne, fut évêque de Metz de 823 à 855. Il est le commanditaire du Sacramentaire de Drogon, qui porte son nom. 

## Biographie
Fils de Charlemagne, et de sa concubine Régina, Drogon naît le 17 juin 801. Étant l'un des rares enfants à survivre à son père, les perspectives d'avenir politique de Drogon sont alors très favorables. En avril 818, voulant assurer son avenir et éviter d'en faire un adversaire, son demi-frère Louis le Pieux envoie Drogon à Toul, chez l'évêque Frotaire, pour qu'il embrasse une carrière ecclésiastique.
Devenu ecclésiastique, Drogon est nommé abbé du monastère de Luxeuil en 820. Son plus jeune frère, Hugues, également ordonné, est nommé abbé de Saint-Quentin. Resté extrêmement fidèle à Louis le Pieux, ce dernier acquerra plus tard une forte influence sur lui. Ordonné prêtre le 12 juin 823, Drogon est consacré évêque de Metz, le 28 juin 823. Grâce à l'appui de Louis et de son frère Hugues, Drogon est nommé archevêque en 834. Pour Louis le Pieux, déstabilisé par ses propres fils, Drogon organise un second couronnement à Metz, lors du concile de Thonville,  le 28 février 835. Le 20 juin 840, Drogon organise les funérailles de son demi-frère Louis, faisant inhumer sa dépouille en l'église abbatiale des Saints-Apôtres à Metz.

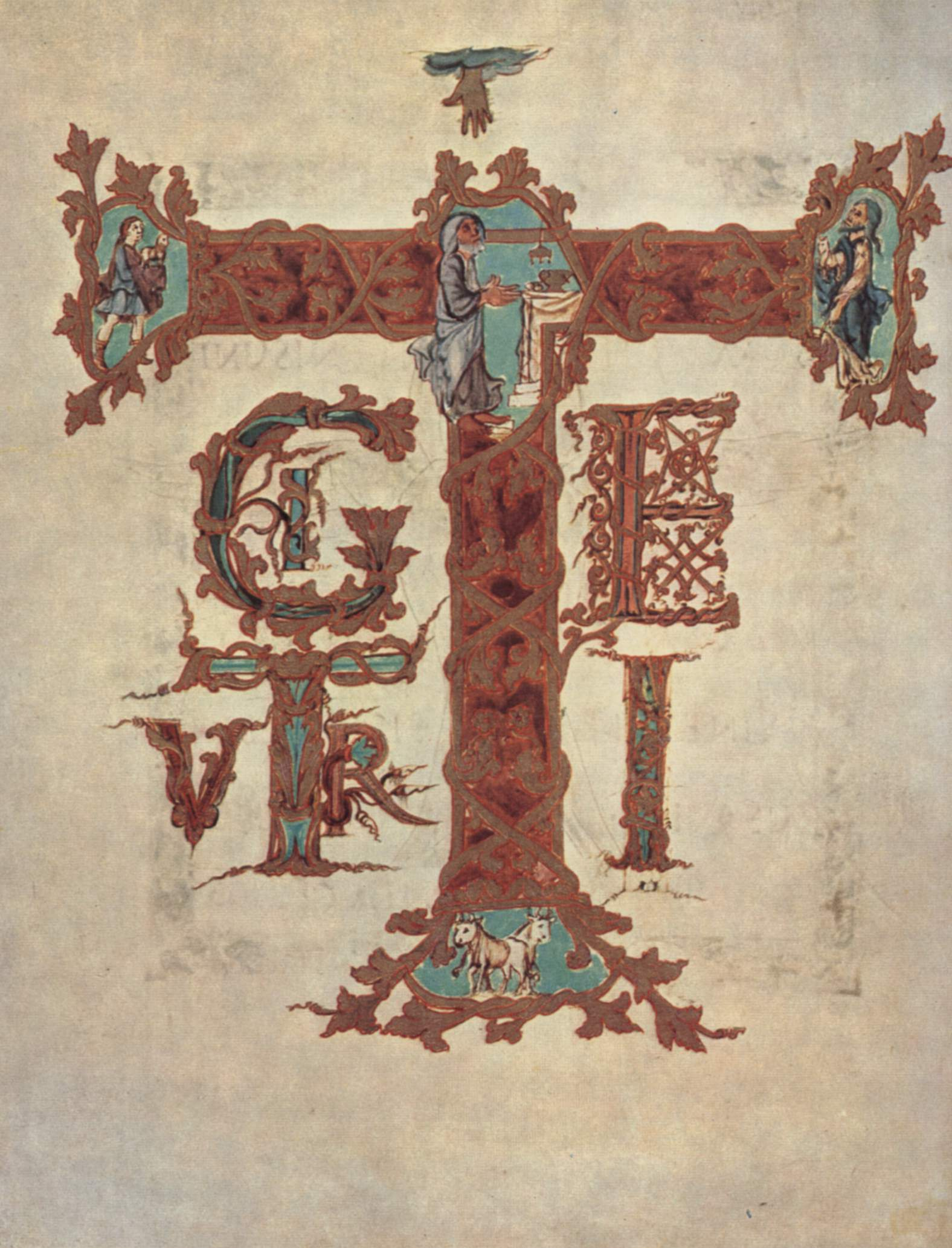
Page du sacramentaire de Drogon.

L'influence de Drogon commence à décliner après la mort de Louis. Après la bataille de Fontenoy-en-Puisaye en 841, Drogon prend le parti des deux frères Louis le Germanique et Charles le Chauve, contre Lothaire Ier. Il s'attache ensuite plus étroitement à Lothaire Ier, dans le royaume duquel il exerce sa charge. Il accompagne d'ailleurs son fils Louis à Rome, rencontrant le pape Serge II, qui le fait « vicaire en Gaule », et lui remet le pallium archiépiscopal. En juin 844, il perd son dernier soutien, son frère Hugues, après une bataille livrée près d'Angoulême. Il développe le scriptorium créé par Angelram, et commande le Sacramentaire de Drogon, qui porte son nom. Se rendant à Luxeuil, dont il avait l'abbatiat, Drogon se noie accidentellement le 8 décembre 855, dans un cours d'eau en crue. 
Drogon fut inhumé en l'église abbatiale de l'Abbaye de Saint-Arnould à Metz.